# 松平守家
松平 守家（まつだいら もりいえ）は、戦国時代の武士。通称は左京亮。法名は全長、あるいは全祐。三河国宝飯郡竹谷（愛知県蒲郡市竹谷町）に分出した竹谷松平家の祖。

## 略歴
松平信光の長男。竹谷の所領にいつ頃分出したか具体的には未詳。一説（「藩翰譜」など）に竹谷松平家4代・清善までの間は岡崎（岡崎市）に居住したともいうが、文亀元年8月16日（1501年9月28日）付けの「大樹寺連判警護状」に署名の松平諸家16人の中に竹谷弥七郎秀信の名が記されており、同年同月の大樹寺宛の松平道閲の寄進状に依れば、この時道閲が寄進した伊賀塚本（岡崎市伊賀町）の3反歩の田圃は30年余以前の文明年間に古（＝故）左京亮殿が受けた所領にあたり、この年貢1石4斗の内8斗が竹谷弥七郎分として引き渡されている内容である。これにより、この竹谷弥七郎秀信が松平守家の子息の一人と推定され、守家の時既に竹谷の所領を有していたことが知れる。
また、没年月日について「藩翰譜」や「寛政重修諸家譜」は文亀3年8月7日（1501年8月28日）を挙げているが、上記の大樹寺宛松平道閲寄進状で文亀元年以前に守家の死去が判るので、誤りと考えられる。守家生存中のこの時期までには、松平氏庶家の一つとして宗家3代信光・同4代親忠を中心とする一族一揆が形成されていたと推定される。